# Kapp-puccs
A Kapp-puccs, más néven Kapp–Lüttwitz-puccs 1920. március 13-án kezdődött puccskísérlet volt a berlini német kormány ellen. Nevét vezetőiről, Wolfgang Kappról és Walther von Lüttwitzről kapta. Célja az 1918–1919-es német forradalom eredményeinek felszámolása, a weimari köztársaság megdöntése, és egy autokratikus kormány létrehozása volt. A német birodalmi hadsereg, a Reichswehr egyes részei, valamint nacionalista és monarchista csoportok támogatták.
Bár a legitim német kormány kénytelen volt elmenekülni Berlinből, a puccs néhány nap után megbukott, miután a német lakosság nagy része csatlakozott a kormány által meghirdetett általános sztrájkhoz. A legtöbb köztisztviselő megtagadta az együttműködést Kappal és szövetségeseivel. A puccs kudarca ellenére jelentős hatással volt a weimari köztársaságra. Közvetlen előzménye volt a néhány héttel később kezdődött Ruhr-felkelésnek, amelyet a kormány több száz áldozattal járó katonai összecsapásokban vert le, miközben a Kapp-puccs vezetői amnesztiát kaptak. Ezek az események erősen megosztották a német választókat, és az 1920. júniusi Reichstag-választásokon a radikálisabb jobboldali és baloldali pártokra szavaztak.

## Előzmények

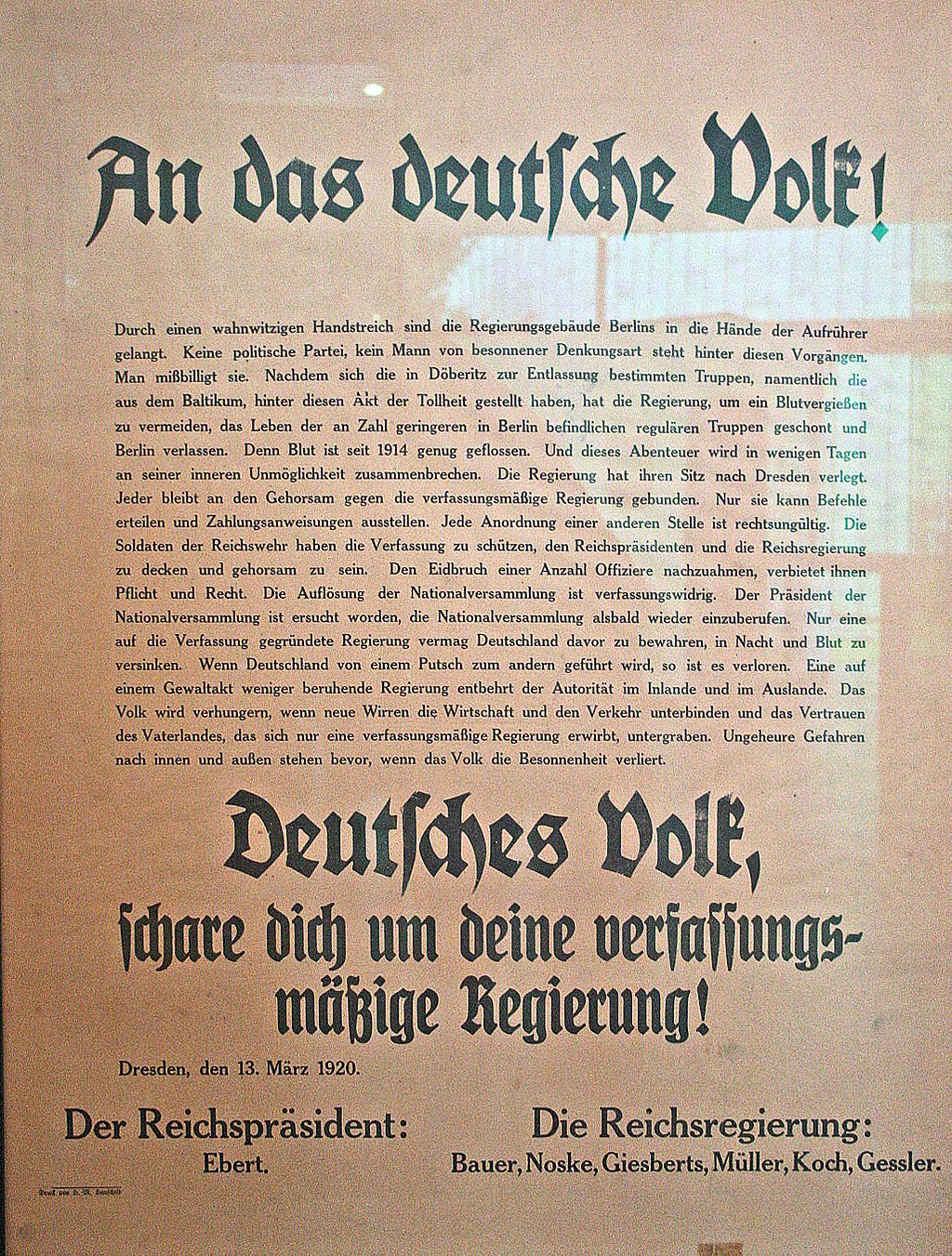
Kormányplakát a Kapp-puccs ellen 1920. március 13-án

Miután Németország elvesztette az első világháborút (1914–1918), az 1918–1919-es német forradalom megdöntötte a monarchiát. A Német Birodalom megszűnt, és 1919-ben a weimari Nemzetgyűlés létrehozta a demokratikus weimari köztársaságot. A jobboldali nacionalista és katonai körök viszont ellenezték a köztársaságot, és a tőrdöfés-elméletet hirdették. Eszerint Németország azért vesztette el a világháborút, mert a veretlen német hadsereg eredményeit aláásták a monarchiaellenes politikai erők, a háborús hátország "hátbadöfte" a hadsereget.
1919–ben az ún. weimari koalíció alakított kormányt, amely a Szociáldemokrata Pártból (SPD), a Német Demokrata Pártból (DDP, balközép liberálisok) és a Centrumból (konzervatív katolikusok) állt. A legmagasabb tisztségek betöltői: Friedrich Ebert köztársasági elnök, Gustav Bauer kancellár és Gustav Noske védelmi miniszter mind az SPD tagjai voltak. Az alkotmány szerint a fegyveres erők főparancsnoka a köztársasági elnök volt, akit békeidőben a honvédelmi miniszter képviselt. A szárazföldi erők legmagasabb rangú tisztjének pozícióját (németül: Chef der Heeresleitung), 1920 elején Walther Reinhardt tábornok töltötte be.
Bauer kancellár 1919-ben kénytelen volt aláírni a versailles-i békeszerződést, bár nem értett egyet vele. A békeszerződést az I. világháborúban győztes antanthatalmak diktálták. Németországot arra kényszerítették, hogy vállaljon felelősséget a háborúért: területeket veszített, hatalmas jóvátételt kellett fizetnie, és korlátozták a hadserege létszámát. 1919 elején a német reguláris hadsereg, a Reichswehr létszámát 350 000 főre becsülték, és több mint 250 000 főt számláltak a különböző szabadcsapatok (Freikorps), önkéntes félkatonai szervezetek, amelyek nagyrészt a háborúból visszatérő katonákból álltak. 1919-ben a német kormány többször használta a szabadcsapatokat a háború utáni kommunista felkelések leverésére. Az 1920. január 10-én hatályba lépett versailles-i békeszerződés értelmében Németországnak 100 000 főre kellett csökkentenie szárazföldi hadereje létszámát, amelynek tagjai csak hivatásos katonák lehettek, besorozottak nem. A határidőt először 1920. március 31-re tűzték ki, majd később az év végéig meghosszabbították.:25 A szabadcsapatokra a feloszlatás várt. Mivel létrehozásuk oka – a belső elnyomás – a baloldali felkelések leverésével megszűnt, a kormány számára fenyegetést jelentettek.:216 A feloszlatás megakadályozására néhány magas rangú katonai parancsnok már 1919 júliusában tárgyalni kezdett egy puccs lehetőségéről.

## A puccs

### Előkészületek

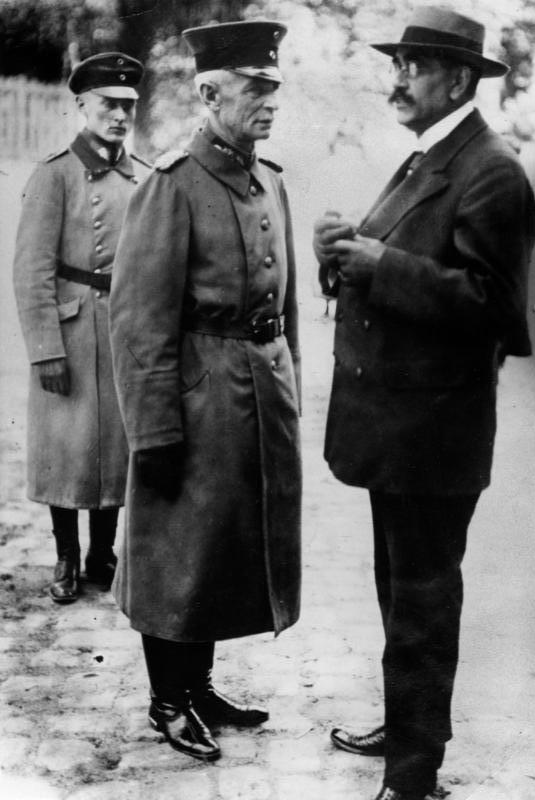
Walther von Lüttwitz (középen) és Gustav Noske (jobbra), 1920

Bár a puccsot Wolfgang Kapp 62 éves, nacionalista kelet-porosz köztisztviselőről nevezték el, aki egy ideje puccsot tervezett a köztársaság ellen, a puccsot a hadsereg indította, Kapp csak mellékszerepet játszott.:217:50 1920. február 29-én Noske védelmi miniszter elrendelte a két legerősebb szabadcsapat, a Loewenfeld tengerészgyalogos dandár és az Erhardt tengerészgyalogos dandár feloszlatását. Utóbbi létszáma 5-6000 fő volt, és 1920 januárja óta a Berlinhez közeli döberitzi gyakorlótérnél állomásozott.:217 Elit katonai alakulatnak számított, amelyet a császári haditengerészet egykori tisztjeiből és altisztjeiből hoztak létre; később csatlakoztak hozzá azok a szabadcsapatok (Baltikumer), amelyek 1919-ben Lettországban harcoltak a szovjet bolsevikok ellen. Az 1919-es német polgárháború idején a dandárt Münchenben és Berlinben vetették be. Tagjai erőteljesen ellenezték Friedrich Ebert demokratikus kormányát.:217
Parancsnoka, Hermann Ehrhardt korvettkapitány kijelentette, hogy a dandár megtagadja a feloszlatását.:51 Ehrhardt március 1-jén katonai díszszemlét tartott, amelyre Noskét nem hívta meg.:218 Walther von Lüttwitz tábornok, a Berlinben és Berlin környékén állomásozó reguláris csapatok (Gruppenkommando I) parancsnoka, a hadsereg akkori legmagasabb rangú tábornoka és számos szabadcsapat parancsnoka a díszszemlén azt mondta, hogy "nem fogadja el" egy ilyen fontos katonai alakulat elvesztését. Lüttwitz tisztjei közül többen megdöbbentek a kormány tekintélyének ilyen nyílt elutasításán, és közvetíteni próbáltak, találkozót szerveztek Lüttwitz és a két legnagyobb jobboldali párt vezetői között. Lüttwitz meghallgatta őket, de a hallottak nem tántorították el a cselekvéstől.:218 Noske elvonta a dandárt Lüttwitz parancsnoksága alól, és a haditengerészet vezetése alá rendelte, remélve, hogy ők majd feloszlatják az alakulatot. Lüttwitz figyelmen kívül hagyta a parancsot, de beleegyezett abba, hogy találkozzon Eberttel.
Március 10-én este Lüttwitz munkatársaival Ebert hivatalába ment, ahova Ebert Noskét is elhívta. Lüttwitz a jobboldali pártok követelései alapján és a sajátjait hozzáadva követelte a Nemzetgyűlés azonnali feloszlatását, új országgyűlési választások kiírását, szakértői kormánytagok (Fachminister) kinevezését a külügyi, a gazdasági és a pénzügyi tárca élére; Reinhardt tábornok elbocsátását és saját maga kinevezését a reguláris hadsereg legfelsőbb parancsnokává; valamint a szabadcsapatok feloszlatására vonatkozó parancsok visszavonását. Ebert és Noske elutasította ezeket a követeléseket, és Noske közölte Lüttwitzzel, hogy másnapra várja a lemondását. :219
Lüttwitz másnap, március 11-én Döberitzbe ment, és megkérdezte Ehrhardtot, hogy kész-e elfoglalni Berlint aznap este. Ehrhardt azt válaszolta, hogy még egy napra van szüksége, de március 13-án reggel már Berlin központjában lehet a csapataival. Lüttwitz kiadta a parancsot, Ehrhardt pedig megkezdte az előkészületeket. Lüttwitz csak ezen a ponton vonta be a Nationale Vereinigung néven ismert csoportot a puccs szervezésébe. A csoport tagja volt Wolfgang Kapp, a Német Nemzetiségi Néppárt (DNVP) tagja, Erich Ludendorff nyugalmazott tábornok, Waldemar Pabst, aki Karl Liebknecht és Rosa Luxemburg 1919. januári meggyilkolásáért felelős; és Traugott von Jagow, az utolsó berlini rendőrfőnök a régi Birodalomban.:25 :219 :50–51 Céljuk egy tekintélyelvű rezsim, de nem monarchia létrehozása volt, visszaállítva a Birodalom szövetségi struktúráját. Lüttwitz arra kérte őket, hogy március 13-án álljanak készen a kormányzás átvételére. A csoport nem volt felkészülve erre, de beleegyezett a Lüttwitz által meghatározott menetrendbe. Gyors cselekvésre ösztönözte őket az is, hogy a berlini titkosrendőrség velük rokonszenvező tagjai közölték velük, már elfogatóparancsot adtak ki ellenük.:219–220
Lüttwitzet nem bocsátották el, csak felfüggesztették a tisztségéből március 11-én.:51 A kormány védelme érdekében Noske utasította a titkosrendőrség két ezredét és a hadsereg egy ezredét, hogy foglalják el a kormányzati negyed stratégiai pontjait, de kételkedett abban, hogy puccs várható.:220 Az ezredek parancsnokai úgy döntöttek, hogy nem követik a tűzparancsot, és ezt a döntést Hans von Seeckt tábornok (Chef des Truppenamts) is jóváhagyta.:220

### Berlin elfoglalása

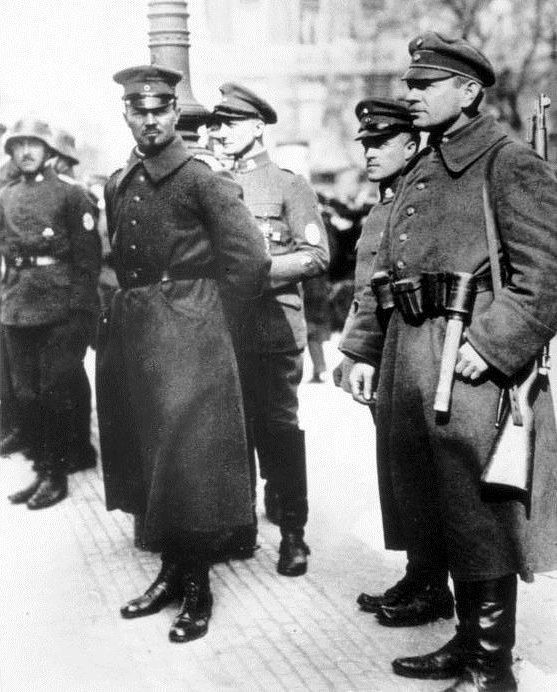
Hermann Ehrhardt a puccs alatt

A vérontástól való tartózkodás egyoldalú volt. Március 12-én este Ehrhardt parancsot adott a dandárjának, hogy vonuljon be Berlinbe, "könyörtelenül törjön le minden ellenállást" (jeden Widerstand rücksichtslos zu brechen), és foglalja el a város központját, ahol a kormány épületei találhatók. A dandár katonái horogkeresztekkel a sisakjukon és járműveiken este 10 körül indultak el Berlin felé. Egy órával később a Gruppenkommando tudomást szerzett erről, és értesítette Noskét. Két magasrangú tiszt találkozott Ehrhardttal, és meggyőzték, hogy adjon esélyt a kormánynak a megadásra, mielőtt letartóztatnák őket, feltéve, hogy Lüttwitz minden követelését elfogadják reggel 7 óráig. Mindezt jelentették Noskénak, aki találkozott Eberttel. Ebert hajnali 4 órára kormányülést hívott össze, Noske pedig éjjel 1 órakor a Bendlerblockban lévő hivatalába hívatta a rangidős parancsnokokat.:221–222
Noske arra kérte a parancsnokokat, hogy védjék meg a kormányzati épületeket, de ezt elutasították. Két tiszt kivételével megtagadták, hogy tűzharcot vívjanak a lázadó csapatokkal. (A két tiszt egyike Reinhardt tábornok volt.) Néhányan tárgyalásokat javasoltak, mások azt állították, hogy a csapatok megtagadnák a tűzparancsot, megint mások azzal érveltek, hogy a reguláris katonai egységek nem lennének képesek megállítani az elit tengerészgyalogsági dandárt. Seeckt tábornok bajtársiasságról beszélt.:222 Egyes beszámolók szerint azt mondta: "A Miniszter Úr talán azt akarja, hogy a Brandenburgi kapu előtt harcoljanak a csapatok, amelyek nemrég vállvetve harcoltak egy közös ellenség ellen. Ha a Reichswehr a Reichswehrre lőne, a bajtársiasság megszűnne a tisztek között." Mások szerint Seeckt tömörebben fogalmazott: "A Reichswehr nem lő a Reichswehrre!" :26
Noskét annyira kétségbe ejtette a tisztek parancsmegtagadása, hogy az egyik asszisztensének öngyilkosságról beszélt, majd a hajnali 4-kor kezdődő kormányülésen beszámolt katonai helyzetről.:222 A kancellárián (Reichskanzlei) tartott zűrzavaros kormányülésen a katonailag védtelenül maradt kormány két döntést hozott: elmenekülnek Berlinből és általános sztrájkot hirdetnek. A döntéseket nem egyhangúan hozták. Eugen Schiffer alkancellár és néhány nem SPD-és miniszter nem volt hajlandó elhagyni a várost, hogy tárgyalhasson puccsistákkal. Az általános sztrájkra vonatkozó felhívást pedig csak Ebert és az SPD miniszterei írták alá. Hajnali 6:15-kor a kormányülést megszakították, és elmenekültek a kancelláriáról. Indulásuk után tíz perccel a tengerészgyalogosok elérték a Brandenburgi kaput, ahol csatlakozott a katonákhoz Lüttwitz, Ludendorff, Kapp és követőik. Nem sokkal ezután Kapp emberei behatoltak a kancelláriára :222, és a Reichswehr egy zászlóaljának támogatásával elfoglalták a kormányzati negyedet.:26
Kapp kancellárnak (Reichskanzler) nyilvánította magát, és ideiglenes kormányt alakított. :26 A fegyveres erők parancsnoka és egyben a védelmi miniszter Lüttwitz lett. Több ismert konzervatív személyiséget és volt államtitkárt is felkértek a kormányzati pozíciók betöltésére, de a felkéréseket elutasították.

### Reakciók

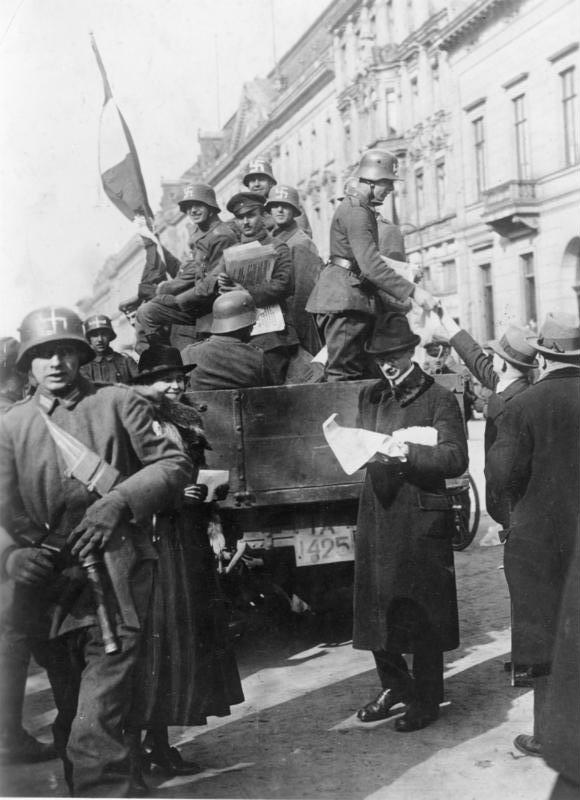
Az Ehrhardt tengerészgyalogos dandár tagjai horogkereszttel a sisakjukon, szórólapokat osztanak március 13-án

A katonaság nem mutatott ellenállást a puccsal szemben. A berlini reguláris csapatok, titkosrendőrség, a haditengerészet, továbbá Kelet-Poroszország, Pomeránia, Brandenburg és Szilézia hadseregparancsnoksága hivatalosan is elfogadta az új védelmi minisztert és az új kancellárt.:224 Adolf von Trotha tengernagy, a haditengerészet parancsnoka nyíltan támogatta a puccsot. Bajorországban a szociáldemokrata kormánya lemondott, miután megtagadta a szükségállapot bevezetését, amit Arnold von Möhl Reichswehr tábornok, Georg Escherich és Gustav Ritter von Kahr, Bajor Néppárthoz kötődő jobboldali politikus követelt. A bajor parlament ezután Kahrt választotta Bajorország miniszterelnökévé. Németország többi részében a katonai körzetek (Wehrkreise) parancsnokai nem nyilatkoztak, hogy támogatják-e Kappot, de többségükben nyíltan szimpatizáltak a puccsistákkal. :224A bürokrácia felső szintjeit még mindig azok uralták, akik a Birodalom idején érték el magas pozíciójukat, és a legtöbben rokonszenveztek a puccssal, miközben kifelé semlegesnek mutatkoztak és kivártak. A keleti tartományokban a bürokrácia felsorakozott Kapp és Lüttwitz mögé. :224–225

### Általános sztrájk a puccs ellen

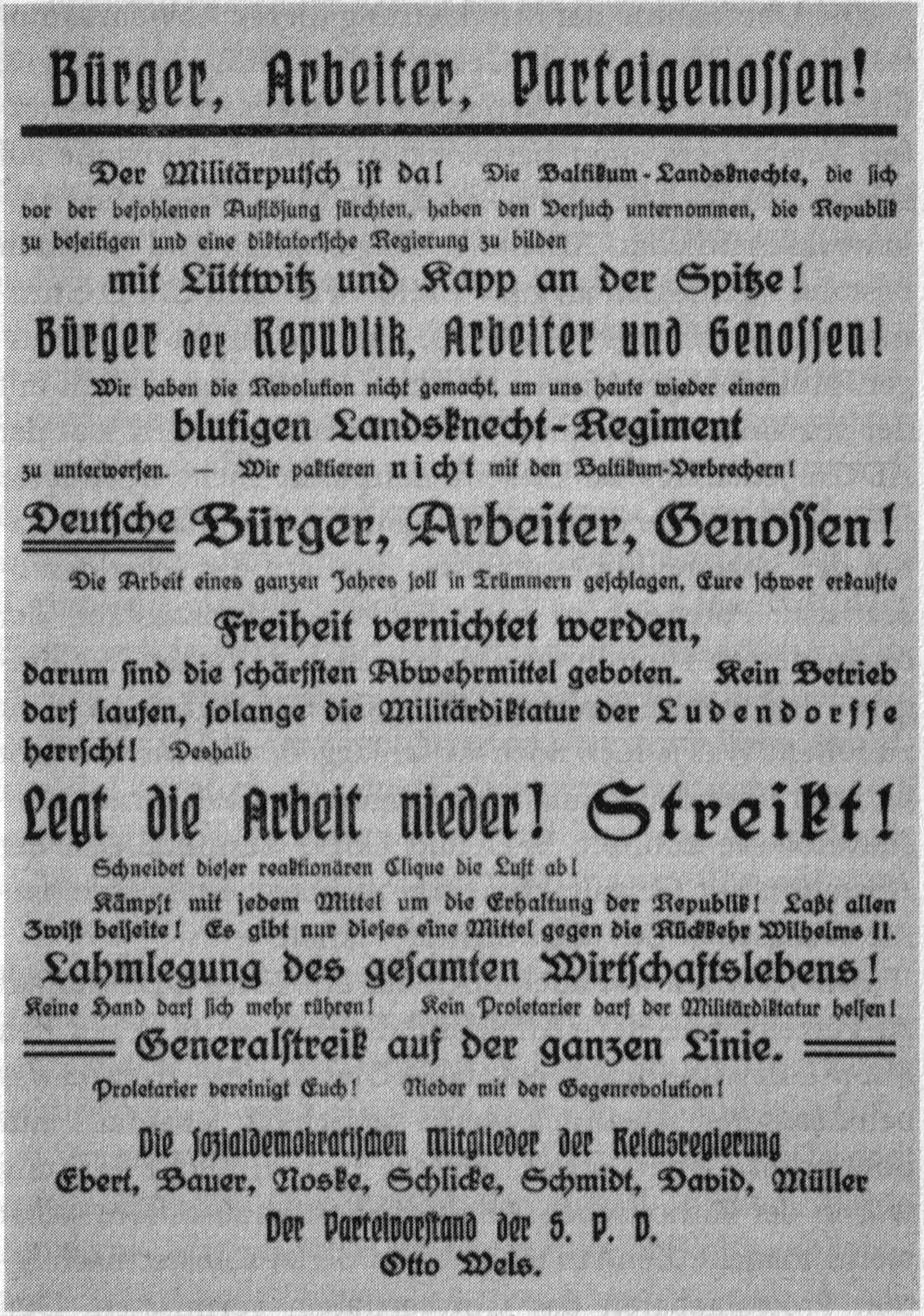
Általános sztrájkra felhívó röplap az SPD nevében

A kormány először Drezdába menekült, és Maercker vezérőrnagytól remélt támogatást, de Berlin arra utasította Maerckert, hogy vegye "védőőrizetbe" a kormány tagjait, ezért tovább menekültek Stuttgartba. :225–226 Az általános sztrájkra felhívás, amelyet a kormány március 13-én adott ki, óriási egyetértéssel találkozott, a munkásosztály széles tömegei támogatták. A szakszervezetek többsége, amely szimpatizált a szociáldemokraták által vezetett kormánnyal még aznap csatlakozott a sztrájkra felhíváshoz. Szintén március 13-én csatlakozott a Független Szociáldemokrata Párt (USPD) és a Demokrata Párt; egy nappal később pedig a Németországi Kommunista Párt (KPD) is.

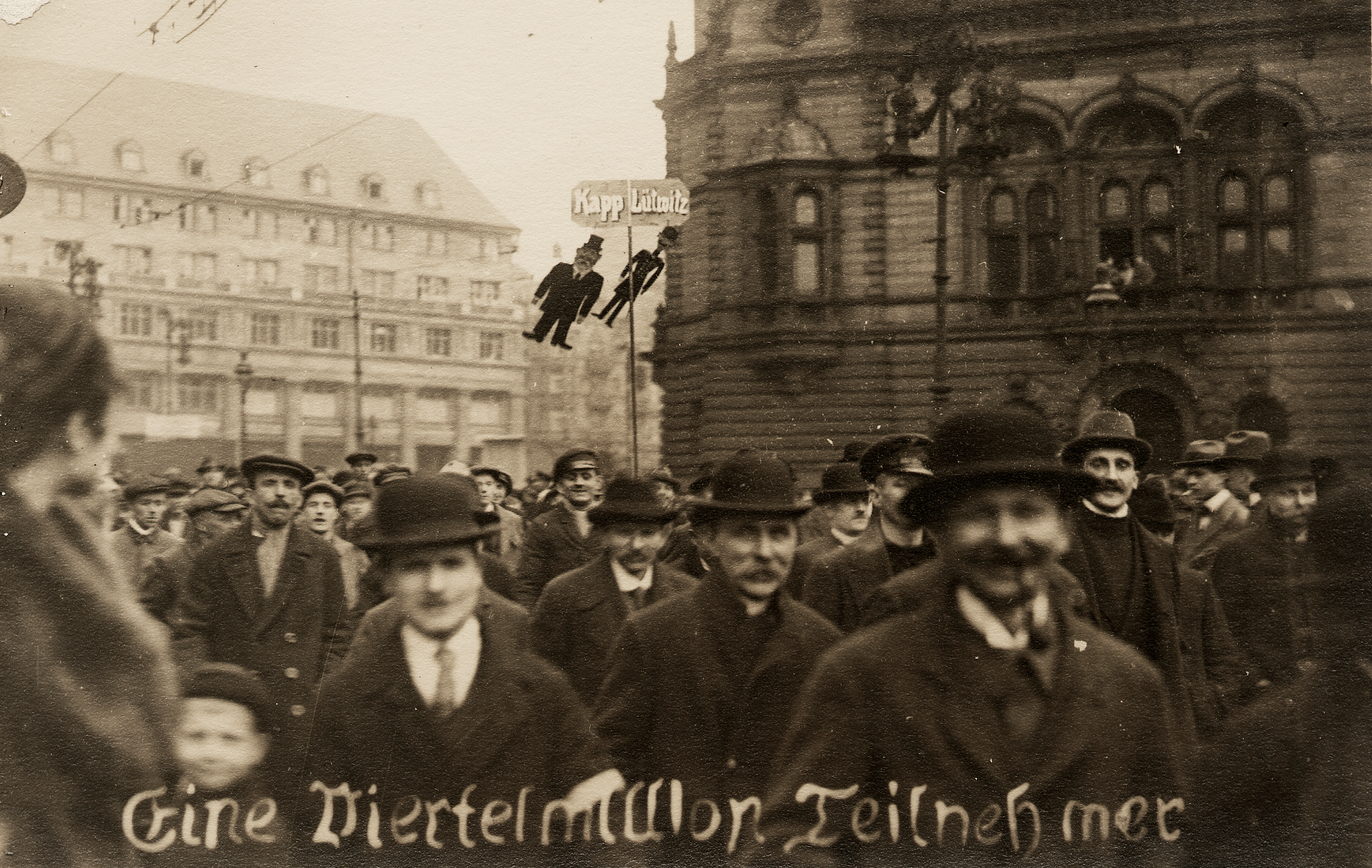
Tüntetés Berlinben a puccs ellen. A felirat: "Negyedmillió résztvevő"

A sztrájk Berlinben március 14-én kezdődött, és másnapra az egész országra kiterjedt. Ez volt a legnagyobb sztrájk Németország történetében, 12 millió munkás nem vette fel a munkát. Berlinben leállt a gáz-, a víz- és az áramszolgáltatás.:226 Az ország megbénult.

### Összeomlás
Az ország megbénulásával Kapp és Lüttwitz képtelen volt kormányozni. A bürokrácia beosztott dolgozói sztrájkoltak, a katonai egységek csak futárral tudtak kommunikálni. A munkásokat a munka felvételére felszólító kiáltványok, az új választások ígérete, és a sztrájkolók halálbüntetéssel való fenyegetése is eredménytelen maradt, és a puccs március 17-én, négy nappal a kezdete után összeomlott. :226 Kapp március 13-án védőőrizetbe helyezte Schiffer alkancellárt és a porosz tartományi kormány tagjait, de már másnap szabadon engedték őket, és március 15-én megkezdődtek a tárgyalások, amelyeken a demokratikus jobboldal képviselői, Oskar Hergt és Gustav Stresemann is részt vett. A négy nagy jobbközép párt: a Demokrata Párt, a Centrum, a Német Néppárt és a Német Nemzetiségi Néppárt egyetértett abban, hogy a fő fenyegetést most a „bolsevizmus” jelenti, és vissza kell nyerniük a tisztikar együttműködését. Ezért nem Kapp és Lüttwitz megdöntését akarták elérni, hanem azt, hogy önként mondjanak le. :229–230
A négy jobbközép párt és a Berlinben maradt szociáldemokraták új választásokat, a kormány átalakítását és amnesztiát ajánlottak a puccs minden résztvevőjének, ha Kapp és Lüttwitz lemond. A puccs vezetői csak Kapp lemondását ajánlották fel, Lüttwitz még egy napig kitartott egy katonai diktatúra vezetőjeként, de parancsnokai nem követték. Schiffer alkancellár, Ebert távollétében, a kormány nevében Seeckt tábornokot nevezze ki a hadsereg élére. Március 18-án Lüttwitz felajánlotta lemondását, amit Schiffer a kormány nevében elfogadott, és egyúttal magas nyugdíjat biztosított neki. Schiffer azt is javasolta, hogy Pabst és Lüttwitz hagyják el az országot, amíg a Nemzetgyűlés nem dönt az amnesztiáról, továbbá hamis útlevelet és pénzt is felajánlott nekik. :229–230
Március 18-án Seeckt méltatta az Ehrhardt tengerészgyalogság fegyelmét, másnap pedig írásos ígéretet tett Ehrhardtnak, hogy addig nem tartóztatják le, amíg a dandárt kivezényli Berlinből. A kivonulást civilek tömege zavarta meg, a katonák tüzet nyitottak, tizenkét civil meghalt, harmincan pedig súlyosan megsebesültek.:231 Kapp még két hétig az országban maradt, és csak áprilisban menekült Svédországba. Lüttwitz először Szászországba, majd Magyarországra ment.:26 Ehrhardt Bajorországban bujkált.:26

## Utóhatások

### Weimari politika
Layton szerint "a Kapp-puccs összeomlása első ránézésre a weimari köztársaság nagy győzelmének látszik. A válság hat napja alatt a kormány megőrizte a berliniek támogatását, és hatékonyan ellenállt a szélsőjobboldali támadásnak."   Ezzel szemben az 1920. június 6-i országgyűlési választásokon a kormányzó SPD és a Demokrata Párt kevesebb, mint feleannyi szavazatott kapott, mint az 1919. januári választásokon, míg a jobboldali Német Nemzetiségi Néppárt (DNVP) és a baloldali USPD lényegesen több szavazatot.

### Ruhr-felkelés
A Kapp-puccs hatása Németország-szerte tartósabb volt, mint Berlinben. A sztrájk több helyen fegyveres ellenállásba fordult. A Kapp-kormányt támogató helyi katonai parancsnokok letartóztatták a sztrájkolókat, ennek a munkások sok helyen ellenálltak. Türingiában és Szászországban a katonaság véres harcokban verte le a munkások ellenállását. :228–229
A Ruhr-vidéki munkások a berlini puccs összeomlása után is folytatták az ellenállást. Az 50 000 munkásból álló Vörös Ruhr-hadsereg támadást indított, hogy megdöntse a weimari köztársaságot, és szovjet-típusú tanácsköztársaságot hozzon létre. Március 17-én elfoglalták Dortmundot, március 18-án Hammot és Bochumot, március 19-én pedig Essent. A münsteri katonai körzet helyi parancsnoka visszavonulást rendelt el. Március 22-ére a Ruhr-vidék a munkások katonai ellenőrzése alá került. :228–229
A Bauer-vezette legitim kormány március 20-án visszatért Berlinbe, és az általános sztrájk befejezésére szólított fel. A szakszervezetek: az ADGB, az Afa-Bund és a DBB új kormány létrehozását követelték, amelynek tagjait az SPD és az USPD adta volna, Carl Legien vezetésével, de a nemzetgyűlésben a weimari koalíción alapuló új kormány kapott többséget. Kancellárnak Hermann Müllert (SPD) választották. :26 Március 22-én a szakszervezetek is a sztrájk befejezésére szólítottak fel, a kormány pedig tárgyalásokat kezdett a Ruhr-vidéki munkásokkal, akik nem tették le a fegyvert. De a tárgyalások kudarcot vallottak, a Ruhr-vidéki ellenállást pedig a kormány április elején, a reguláris hadsereg és a szabadcsapatok, többek között a puccsban részt vevő Loewenfeld tengerészgyalogos dandár katonáival verte le. Több mint 1000 munkást öltek meg, sokakat kivégeztek. A harcok során a regurális hadsereg és a szabadcsapatok 600 katonája is életét vesztette.